# Rysa Little
Rysa Little è una piccola isola disabitata nell'arcipelago delle Orcadi, in Scozia. È situata nella Scapa Flow, accanto all'isola di Hoy e a nord-ovest di Fara. La grafia prevalente fino alla prima guerra mondiale era Risa, poi divenne prevalente l'attuale grafia.
Molte delle isole Orcadi del sud hanno perso la propria popolazione residente durante il corso del XX secolo, ma Rysa Little è stata abbandonata già tempo prima.